# 독일어 명사화
독일어 명사화(Substantivierung, Nominalisierung, Hauptwortbildung)는 한 단어의 명사로의 문법적 변환을 말한다.
'Substantivierung'이라는 명칭은 일관적으로 사용되지 않다. 협의로는 오로지 명사화된 부정사의 종류의 경우(또한 das Lachen같은 품사전환(Konversion)의 경우)만 그렇게 불린다. 그러나 광의로는 단어들의 파생어의 모든 경우가 명사에 속한다.(가령 어간 lach-로부터 접사 부가를 통하여 파생된 'das Gelächter, der Lacher')
'Nominalisierung'라는 대안 명칭은 항상 넓은 의미를 가지고 있다. 즉 접사를 통한 파생은 제외되지 않을 것이다. 그것은 국제적인 언어학 문헌에서 사용되는 명사화인 영단어 'nominalization'과도 일치한다.
명사를 다른 품사로 바꾸는 반대 경향의 파생어는 탈명사화(Desubstantivierung)라고 한다.

## 용어
아이젠베르크(Eisenberg)는 2020년 연구에서 명칭의 모호성(Mehrdeutigkeit der Bezeichnung)을 분명히 지적하였다.
또한 품사전환 관계에 있어서 부분적으로 특별한 어법(Redeweise)이 있다는 것을 명심할 필요가 있다. 'Substantivierung'과 'Adjektivierung'이라는 용어는 때때로 품사전환 관계에 있어 제한된다. 두덴(Duden) 사전 1998년본 426쪽에는 'das Laufen'과 'das Gute'의 명사화는 'der Lehrer, die Freiheit'와 'die Sitzung'이 아니다(또한 두덴사전 2009년판 797쪽에는 Substantiv와 Substantivierung를 여전히 구분한다.). 우리는 이러한 어법을 동조하지 않으며, 오히려 동시에 유지되는 것은 명사화는 파생명사(abgeleitete Substantive)이며, 그와 상관없이 그러한 명사화 방식으로 파생어(Ableitung)가 생기게 된다는 것이다. 그에 상응하는 것은 형용사화(Adjektivierung)와 동사화(Verbalisierung)에 적합하다.(...Zu beachten ist auch, dass es für Konversionsbeziehungen teilweise besondere Redeweisen gibt. So werden etwa die Termini Substantivierung und Adjektivierung gelegentlich auf Konversionsbeziehungen eingeschränkt. Für Duden 1998: 426 ff. sind das Laufen und das Gute Substantivierungen, nicht aber der Lehrer, die Freiheit und die Sitzung (auch Duden 2009: 797 unterscheidet noch zwischen Substantiv und Substantivierung). Wir schließen uns dieser Redeweise nicht an, sondern bleiben dabei, dass Substantivierungen abgeleitete Substantive sind, gleichgültig, mit welchen Mitteln die Ableitung erfolgt. Entsprechendes gilt für Adjektivierungen und Verbalisierungen.)

여기에서 언급된 품사전환(Konversion)은 접두사나 접미사를 드러내는 파생(Derivation)과는 반대로, 품사의 변화가 단어 외형의 변화 없이 생기는 것이다.
명사화 개요를 활용하고 있는 수많은 교과서와 개론서들은 어떠한 명백한 정의도 제시하지 않는다. 그렇기에 어떤 의미가 진짜 의미인지 분류하고 편입시키는 것은 어려울 수 있다.

## 품사전환으로서의 명사화

### 동사의 명사화 부정사
동사의 단일한 부정사형은, zu 부정사(„zu“-Infinitiv)와는 반대로, 명사로서 형태의 변화 없이 활용될 수 있다. 항상 해당 명사는 변화 가능 중성명사(deklinierbares Neutrum)이자 단수로만 쓰이는 명사(Singularetantum)이다. 예를 들어 'gehen'(동사 '가다') → 주격 명사 'das Gehen'('감'), 속격 명사 'des Gehens'('가는')가 된다. 또한 문장 사례를 보면 다음과 같다.
- „Das Gehen fällt mir schwer.“(가는 것은 나에게 어렵다.) (동사 'gehen'에 형태변화 없음)
- „Alle Gerichte auch zum Mitnehmen.“(모든 요리는 또한 가져갈 수 있음) (동사 'mitnehmen'에 형태변화 없음)

출발어(Ausgangswort, 새롭게 파생되어 만들어진 단어 가운데 기본 뜻이 되는 기저어)의 뜻은 명사화의 방식에 따라 처음에는 보존되지만, 시간이 흐르면서 또한 혼란해질 수 있다. 이를 의미변화(Bedeutungswandel)라 한다. 명사의 품사변화(Wortartwechsel)가 의미의 혼란과 함께 동반하여, 명사는 사건(Ereignis) 그 자체를 더 이상 표현하지 않을 뿐더러, 여기에서 언급한 좁은 의미의 명사화(Substantivierung)의 경우도 구분된다(비록 항상 품사전환이 문제이지만 말이다.).
- „Das Schreiben mit der rechten Hand fällt ihm schwer.“(오른손으로 글을 쓰는 것은 그에게 힘든 일이다.) (동사 'schreiben'('글쓰다')의 동사적 의미의 명사화, 동사적 명사(Verbalnomen))
- „Das Schreiben wurde verspätet zugestellt.“(글 쓴 것이 늦게 송달되었다.) (의미 : 쓰여진 대상(geschriebener Gegenstand), 결과명사화(Resultatsnominalisierung) / 결과명사(Nomen resultatis), 아래 '동사에서 파생된 명사' 항목 참조)

재귀동사(Reflexives Verb) 부정사는 보통 재귀대명사 'sich' 없이 명사화된다. 예를 들어 'sich verhalten'(~한 태도를 취하다) → 'das Verhalten'(태도). 그럼에도 경우에 따라 어떤 재귀동사의 품사전환은 가능하여, 품사전환에 따라  'sich'와 부정사가 함께 쓰인다. 예를 들어 'sich beklagen'(~을 불평하다) → 'das Sichbeklagen'(불평, 불만). 독일어 프로테스탄트적 격언 중 하나인 „Sich (zu) regen bringt Segen.“(활발히 움직임이 신의 은총을 가져온다. 즉 근면이 복을 가져다 준다)에서 'regen'(움직이다)과 같은 단어는 명사화되지 않으며 그 때문에 첫글자는 소문자로 쓴다.
그외에도 가능한 것은, 동사-명사화와 동사의 목적어로부터 하나의 합성어(Kompositum)를 만들 수 있다는 것이다. 예를 들어 'Tee trinken'(차를 마시다) → 'das Teetrinken'(음차, 차마시기). 복잡한 경우, 통과결합(Durchkopplung)도 발생할 수 있다. 예를 들어 'das Geld-zum-Fenster-Hinauswerfen'(돈을 창밖으로 내던짐, 돈을 함부로 쓰다, 낭비하다).

### 형용사의 명사화
형용사(Adjektiv)는 물론 형용사화된 분사(adjektivisches Partizip)도 명사로의 품사전환을 당할 수 있다.
| 형용사 원형                          | 명사화형용사                    |
| ------------------------------------ | ------------------------------- |
| krank(병든)                          | ein Kranker (환자)              |
| angestellt(고용된)                   | ein Angestellter (직원, 회사원) |
| studierend (대학에 다니는, 연구하는) | die Studierenden (대학생들)     |

#### 형용사 활용
활용(Beugung)은 대부분 일반적인 한정형용사(attributives Adjektiv) 활용처럼 그 법칙대로 만들어진다.
- die neue Kollegin(여성 동료) → die Neue(주격 약변화어미 첨부)

그러나 체계적이고 어휘화된 예외가 있다.
규칙적인 경우, 본연의 여성(Feminina)과 남성(Maskulina)은 대부분 사람과 관련되어 있다.
| 형용사 원형                | 명사화형용사                             |
| -------------------------- | ---------------------------------------- |
| unbekannt (무명의, 미지의) | die Unbekannte (모르는 여성)             |
| verwandt (동족의)          | ein Verwandter (친척 남성)               |
| delegiert (대표로 위임된)  | jeder Delegierte (각 여성 대표자에게/의) |

단수형에서만 성별구분(Geschlechterunterscheidung)이 이뤄지며 복수형에는 없다.
| 명사화형용사                      | 형용사 원형                          |
| --------------------------------- | ------------------------------------ |
| die Großen (어른, 중신, 고위직들) | groß(큰, 어른의, 고위의)             |
| die Studierende (대학생들)        | studierend (대학에 다니는, 공부하는) |

 각각 부동의 변함없는 약어(elliptische Termini)도 있다(die Rechte [= 우익 정치 집단의 총체]).
그와 반대로 중성형(Neutrumform)은 대부분 무생물에 불가산명사와 관련되어 있다.
| 명사화형용사                        | 형용사 원형                       |
| ----------------------------------- | --------------------------------- |
| das Böse (악)                       | böse (악하다)                     |
| etwas Hübsches (약간의 귀여움)      | hübsch (예쁘다, 귀엽다, 아름답다) |
| alles Brauchbare (모든 유용한 것들) | brauchbar (쓸 수 있는, 유용한)    |

때로 어린 동물이나 어린이와도 관련되어 있다.
| 명사화형용사                                    | 형용사 원형         |
| ----------------------------------------------- | ------------------- |
| die Bärin und ihr Junges (암곰과 새끼들)        | jung (젊다, 어리다) |
| das Kleine von Herrn Meyer (마이어 씨의 아이들) | klein (작다)        |

더 많은 예외는 일정한 어장(語場, Wortfeld, 내용상 상호 연관성 있는 단어들)으로부터 부동의 생략 표현을 만든다(예 : alkoholische Getränke, Sport, Geometrie). 이러한 어장은 마찬가지로 가산명사와 관련되어 있다(예 : ein Helles, einen Roten trinken; der Boxer verpasst seinem Gegner eine Linke; eine Gerade, eine Diagonale, eine Parallele).
'jemand, niemand, etwas'와 같은 부정대명사(Indefinitpronomen)와의 연결, 또한 'wer'와의 연결에서, 주격(Nominativ)과 대격(Akkusativ)에는 어미 '-es'가 뒤따른다.
| 명사화형용사                                                                      | 형용사 원형 |
| --------------------------------------------------------------------------------- | ----------- |
| jemand Unbekanntes (어떤 모르는 사람)                                             |             |
| niemand Bekanntes treffen (어떤 아는 사람도 만나지 않다)                          |             |
| sie möchte wen Nettes kennenlernen (그녀는 친절한 사람들이 아는 사람을 좋아한다.) |             |

여격(Dativ)에서는 어미 '-em'이 뒤따른다(예 : mit jemand Unbekanntem). 그러나 지역 방언과 표준독일어에서 불규칙형으로 다른 형태들도 통례적으로 허용된다. 다만 표준독일어에서는 한정형용사가 명사화된 형용사(substantiviertes Adjektiv)에 선행할 때, 불규칙 활용이 된다.(예 : Sie liebt Schmuck und anderes Schöne.(그녀는 아름다운 사람, 그리고 다른 아름다운 사람을 사랑한다.)(형용사 schön에 -es를 붙여 Schönes로 대격 명사화해야 하지만, 앞에 한정형용사 anderes가 나오면서 Schöne으로 불규칙화됨); mein ganzes Innere [Thomas Mann]; einiges Interessante erzählen). 그러나 'anderes Schönes' 등과 같은 활용 역시 표준독일어에서는 불규칙형이지만 허용되며 널리 사용되고 있다.
근본적으로 명사화된 형용사는 완전히 비의존적 명사로 발전해 나갈 수 있다.(예 : 'der Junge', 'der Oberst(e)'). 이때 활용에 있어 이러한 경우들의 각각은 기본어휘(Ursprungswort)와는 어긋난다(mehrere variable Größen / mehrere Variablen; der Schnitt zweier gerader Linien / der Schnitt zweier Geraden).
명사화된 형용사의 이행은 많은 경우 자립 명사(eigenständiges Substantiv)로 통한다. 자립 명사로 되는 경우, 남성형(Maskulinum)과 중성형(neutrum)에서의 형용사 강변화형(starke Form)과 약변화형(schwache Form)의 구분이 적용되지만, 품사상으로는 더 이상 형용사가 아니다.
남성형
| 원형       | 정관사+약변화어미 | 부정관사+혼합변화어미 |
| ---------- | ----------------- | --------------------- |
| angestellt | der Angestellte   | ein Angestellter      |
| beamt      | der Beamte        | ein Beamter           |
| deutsch    | der Deutsche      | ein Deutscher         |

여성형
| 원형       | 정관사+약변화어미 | 부정관사+혼합변화어미 | 비고                        |
| ---------- | ----------------- | --------------------- | --------------------------- |
| angestellt | die Angestellte   | eine Angestellte      |                             |
| -          | die Beamtin       | eine Beamtin          | 자체적인 명사 (파생어 아님) |
| deutsch    | die Deutsche      | eine Deutsche         |                             |

특례 : 같은 뜻이지만 사람과 동물이 다른 경우
| 원형  | 정관사+약변화어미 | 부정관사+혼합변화어미 | 비고                |
| ----- | ----------------- | --------------------- | ------------------- |
| jung  | das Junge         | ein Junges            | 동물 새끼           |
| jung  | der Junge         | ein Junge             | 사람 소년           |
| klein | der kleine        | ein kleiner Junge     | 사람 자식/어린 소년 |

#### 무굴절형
색채명(Farbbezeichnung)과 용어명(Sprachbezeichnung)에 있어, 통사론적 명사화와 더불어(예 : ins Schwarze treffen, sich im Dunkeln fürchten; aus dem Italienischen übersetzen), 또 다른 명사화 유형으로 무어미 어휘 명사화(endungslose lexikalische Substantivierung)가 있다(예 : ein reines Schwarz, welch ein Dunkel hier!; das Italienisch Dantes).
명사구의 핵심이 될 수 있는 특정 고정된 명사화에는 굴절어미(Deklinationsendung)가 결여되어 있기도 하다. 예를 들어, ohne Arg, ohne Falsch, ein Elend, ein kühles Nass, das Rund der Erde, Spitz (Hunderasse), Tief (Meteorologie), Arm und Reich, Jung und Alt, Groß und Klein, Gut und Böse, Gleich und Gleich gesellt sich gern.
무어미 명사화는 명사구 핵심으로는 나타나지 않고 전치사와 고정된 연결로만 나타나는 비명사화형(nicht-substantivierte Form)과 구분할 필요가 있다.(예 : für dumm verkaufen, seit ewig, von klein auf, für ungültig erklären; durch dick und dünn, über kurz oder lang, von nah und fern). 형용사는 또한 문법적으로 자주 고립된다(예 : auf schuldig plädieren(죄인을 고소하다), (고소) gegen unbekannt(무명인에 대하여); allzu scharf macht schartig (너무 날카로운 것은 날이 빠진다. 모난 돌이 정 맞는다. 속담)).

#### 명사화에서 유래한 외래어
몇몇 다른 언어들에서, 독일어 형용사보다 더 자주 명사화될 수 있다. 예를 들어, Physik이나 Musik과 같은 고대 그리스어(Altgriechische)로부터 유래한 독일어 어휘는 본래 명사화된 그리스어 형용사이며, 이에 따라 묘사된 명사는 없어진다.
- φυσική physiké로부터 natürlich의 뜻을 보완 : ἐπιστήμη epistéme는 독일어 Wissen : die natürliche Wissenschaft (자연과학) 혹은
- μουσική mousiké로부터 musisch의 뜻을 보완 : τέχνη téchne는 독일어 Kunst : die musische Kunst (음악예술) 등등

### 다른 품사의 명사화 사용
동사도 형용사도 아닌 불변화사(Partikelwort, 성·수·격·인칭에 따라 활용변화하지 않는 품사, 전치사나 접속사 등)와 기타 단어 역시 이따금 명사화된다. 예 :
- „Das Auf und Ab hatte kein Ende.“ (방향 불변화사 'auf'와 'ab')
- „Das ist ohne Wenn und Aber richtig.“ (접속사 'wenn'과 'aber')
- „Ab wann versteht ein Kind ein Nein?“ (회답불변화사 'nein')
- „das Gestern und das Heute“ (부사 'gestern'과 'heute')
- „die Grenzen des Ich“ (대명사 'ich')
- „die Drei“ (수사 'drei')

또한 인용된 언어적 조화(sprachliche Einheit)는 인용문(Zitat)으로서 출현한 것에 근거하여 문법적으로 명사처럼 다뤄진다. 이는 단어, 문장 전체 혹은 작품명에 그러한 것처럼 단일한 음성(Laut) 혹은 문자(Buchstabe)에도 적용된다. 예 :„die Schreibung des langen I“; „die Form eines U“ (zu den Einzelbuchstaben I und U); er beendet jeden Satz mit einem „nicht wahr?“; sie liest gerade „Krieg und Frieden“.

### 명사화 형태 표지
독일어에서 명사는 첫글자를 대문자로 쓰는 반면, 설령 단어의 문법적 형태(grammatische Form)가 그 자체가 취하는 것을 가리키지 않더라도, 항상 판단이 맞닥뜨릴 문제, 즉 하나의 명사화가 존재하는지 여부에 관한 문제가 생긴다. 그러나 언어사용자들이 명사화와 동일한 것으로서 직관적으로 사용하는 여러 기준들은 엉성한 규칙(Faustregel)으로서 적당하지만, 많은 경우에는 또한 제대로 작동하지 않는다.
여기 개요가 있다(문제가 없는 사례들이 미숙하게 나마 아래에 제시되어 있다.)
| 기준                             | 동사부정사 | 형용사, 분사 |
| -------------------------------- | --- | --- |
| 명사구 핵심(주어 혹은 술어)      | Julia liebt Schwimmen.(율리아는 자는 것을 좋아한다.) Vorbeugen ist besser als Heilen.(예방이 치유보다 낫다.) 그러나 또한 이와 함께 vorbeugen ist besser als heilen. (명사구 핵심으로서의 부정형은 반드시 명사화된 것으로 이해할 필요는 없다.) | seine Lieblingsfarbe ist Rot(그가 좋아하는 색은 붉은색이다) 하지만 grünen Spargel mag er nicht; er isst nur weißen (녹색 아스파라거스를 그는 좋아하지 않는다. 그는 하얀 것을 좋아한다.) (생략)                                 |
| 관사 혹은 지시대명사의 선행      | ein Raunen(중얼거림) beim Lernen(배움을 통하여) dieses Warten(이 기다림) | die Lehrerin begrüßt die Neuen(그 여교사는 새로운 이들에게 인사한다.) die Großen fressen die Kleinen(큰 것이 작은 것을 먹어치운다.) 하지만 die großen Fische fressen die kleinen(큰 물고기들이 작은 것들을 먹어치운다.) (생략) |
| 속격 구조 혹은 소유대명사의 선행 | ihr Zögern(그의 주저함) Lillis Weinen(릴리의 울음) das Schweigen der Lämmer(양들의 침묵) | deine Vier in Latein(라틴어 시험에서 받은 네 점수 4등급) 하지만 meine zwei Kinder sind mir lieber als Paulas vier(나의 두 아이들은 파울라의 넷보다도 나를 더 사랑한다.) (생략)                                                 |
| 전치사의 선행                    | aus Versehen(어쩌다, 잘못봐서) mit Bangen(전전긍긍하여) durch Üben(연습을 통하여) | es geht ans Eingemachte(통조림에 관한 것이다) 하지만 in kalten Gewässern findet man diesen Fisch eher als in warmen(따뜻한 물속보다 추운 물속에서 이 물고기를 더 빨리 찾는다) (생략)                                           |
| 활용 형용사 혹은 분사의 선행     | zustimmendes Nicken(긍정적인 고개 끄덕임) betretenes Schweigen(당황한 침묵) lautes Klatschen(큰 소리로 지껄임) | dunkles Violett(어두운 보라색) treue Liebende(충실한 애인) 하지만 lieber alte, aber weiche Socken als kratzige neue (생략) |
| 부정대명사의 선행                | da hilft kein Schelten(이제 어떤 꾸짖음도 소용 없다.) es ist viel Essen übrig geblieben(많은 음식이 불필요하게 남았다.) | viel Neues(많은 새로운 것들) alles Mögliche(모든 가능성) nichts Berauschendes(감격적인 것 없이) |

## 파생으로서 명사화
명사화라는 개념의 광의에서, 과정의 모든 종류가 의도되고, 그러한 과정들을 통하여 다른 한 품사 위에 명사가 발생한다. 새로운 문헌들에서는 거기에 '명사'를 뜻하는 'Substantiv'와 'Nomen'라는 명칭이 자주 동일시되지만, 여기서는 또한 'Nominalisierung'으로부터 그런 견해가 유래한다. 광의의 명사화는 앞서 다뤄진 경우들을 포함하며, 더욱이 접미사를 수반하는 파생(Derivation) 혹은 어원(Wortableitung)의 여러 유형도 포함한다.

### 동사로부터 명사의 파생
명사화된 부정사들은 동사 자체의 뜻과 같은 의미를 그대로 유지한다(사건의 현상, 실상, 전치사와의 관계를 둘러싸고 정교한 구분이 있다.). 이런 종류의 의미유형은 접두사와 접미사를 통한 동사의 파생어도 가질 수 있다. 하나의 이러한 명사화는 또한 '동사추상명사(Verbalabstraktum, 동사로 만들어진 추상명사)' 혹은 '행위명사(Nomen actionis)'로 간주되기도 한다.
- „Die Lauferei macht hungrig.“(이리저리 뛰어다님은 허기를 만든다.) (접미사 '-erei'가 붙은 동사 'lauf(en)')
- „Die Lieferung ins Ausland dauert länger.“(외국으로의 공급이 오래 지속된다.) (접미사 '-ung'이 붙은 동사 'liefer(n)')
- „Das Geheul(e) nahm kein Ende.“(울부짖음이 끝나지 않다.) (접두사 'Ge-'가 붙은 동사 'heul(en)')

더욱 중요한 그룹은 파생(Ableitung)으로, 그것은 하나의 대상(Gegenstand)을 의미한다. 그 대상은 동사로 표현된 현상에서 하나의 두드러진 역할을 수행한다('표현화Externalisierung'로부터 동사적 논항verbales Argument이나 의미요소Bedeutungsbestandteil를 언급할 수도 있다.). 이는 현상에 있어 다뤄지는 사람일 수도 있고(동작주Agens, 행위자명사Nomen agentis, 아래 첫번째 예시), 행위가 실현되는데 수반되는 도구일 수도 있고(도구명사Nomen instrumenti, 두번째 예시), 결과로서 갑자기 나타난 대상(Gegenstand)일 수도 있다(행위명사Nomen acti, 세번째 예시)
- „Der Beruf des Schreibers war im alten Ägypten hoch angesehen.“(작가라는 직업은 고대 이집트에서 존경받았다.) (schreib- + 접미사 -er, 동작주를 표현)
- „Gib mir bitte mal den Filzschreiber.“ (나에게 사인펜좀 줘.)(schreib- + 접미사 -er, 도구를 표현)
- „Die Lieferung war beschädigt.“(납입품이 손상되었다.) (liefer- + 접미사 -ung, 결과로서의 대상)

개별의 접사(Affix)는 여러 뜻을 가질 수 있다. '-er'는 동작주, 도구, 심지어 다른 것을 의미할 수 있다. 결과명사화(Resultatsnominalisierung)로서 '납품'을 뜻하는 'Lieferung'(공급의 결과로서 존재하는 대상)은 사건명사화(Ereignisnominalisierung) 이상로서의 의미와 함께 다의성을 갖는다.
처음 언급한 협의로서 명사화와의 차이는 이러한 후자의 예시를 통해 접사 1개를 통한 파생뿐 아니라, 사건 그 자체와 관련된 다른 대상에 대한 의미의 변동에도 놓여 있다. 첫 그룹과 비교하여, 그 차이는 오직 1개의 파생접사(Ableitungsaffix)의 존재에만 있다.

### 형용사로부터 명사의 파생
마찬가지로 명사의 형용사들로부터 더 많은 명사 종류들을 만드는 파생접사가 있다. 형용사로 표현되는 성질과 관계되는 명사들은 '형용추상개념(Adjektivabstraktum)'이라고도 불린다. 형용추상개념은 접미사 '-heit'나 '-keit'를 통해 발생한다.
- Die Länge(길이) (형용사 'lang' + 접미사 '-e')
- Die Reinheit(순수, 순도) (형용사 'rein' + 접미사 '-heit')
- Die Lauterkeit(순수, 진정, 순결) (형용사 'lauter' + 접미사 '-keit')

## 같이 보기
- V1 어순
- 겸자구조
- 독일어
- 독일어 관사
- 독일어 대명사
- 독일어 동사
- 독일어 동사활용
- 독일어 명사
- 독일어 명사화
- 독일어 문법
- 독일어 문장 구조
- 독일어 문장 유형
- 독일어 발음
- 독일어 병렬 생략
- 독일어 부사구
- 독일어 불변화사 목록(1996년 정서법 개정안)
- 독일어 양태불변화사
- 독일어 접두사동사 및 불변화사동사
- 독일어 접속법
- 독일어 정서법
- 독일어 주어 내부 생략
- 독일어 태
- 독일어 형용사
- 독일어 환치사